# Hôtel Le Chantecler
L'hôtel Le Chantecler était un centre de villégiature situé à Sainte-Adèle dans la région des Laurentides au Québec.
L'hôtel comprenait 135 chambres, 17 salles de réunion et 35 appartements pour des séjours de longue durée. Il offrait plusieurs services et commodités tels qu’une piscine intérieure, un spa, une salle d’exercices, un centre d’affaires, une conciergerie, un stationnement muni de bornes de recharges pour voitures électriques, un centre équestre et une station de ski de 22 pistes. Il possèdait également le restaurant Nämos. .

## Historique

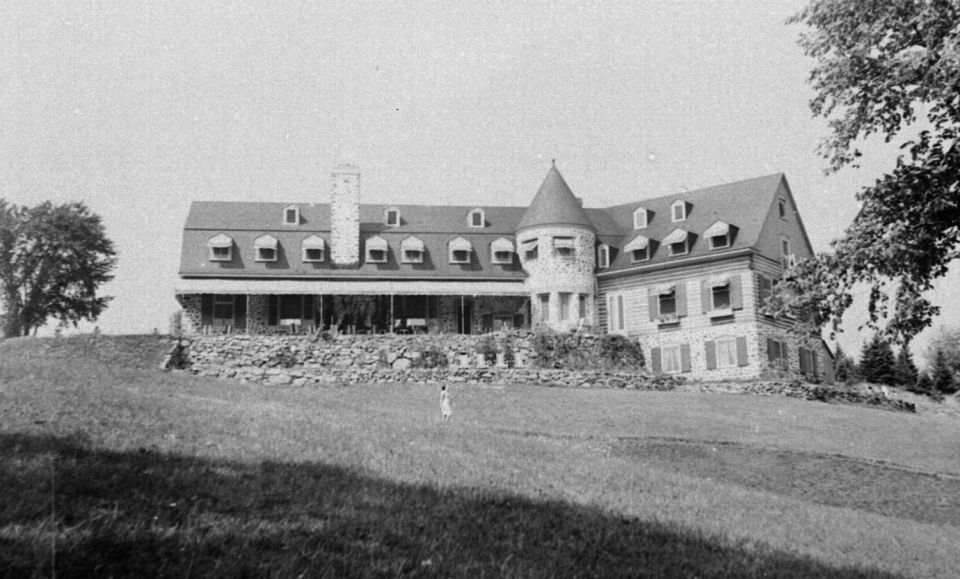
L'auberge Le Chantecler le 24 juillet 1941, un an avant les travaux d'agrandissement

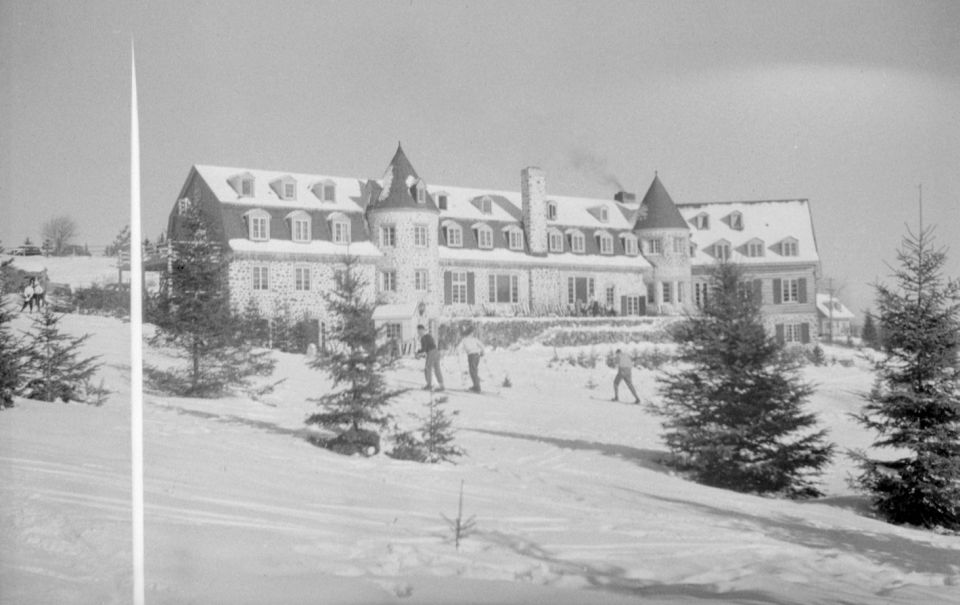
Des skieurs de fond se dirigent vers l'hôtel en janvier 1942

Construit en 1938, l'hôtel était à l'origine une auberge de 45 chambres au bord du lac Rond. En 1939, l'artiste Jean Palardy est nommé responsable de l'aménagement intérieur de l'hôtel.
Augustin-Norbert Morin agent des terres de la couronne du gouvernement du Bas-Canada, acquiert des terres dans le canton d'Abercombie en 1842. La paroisse de Ste-Adèle est créée en 1852. À la fin du 19e siècle, un noyau villageois prend forme au sud du lac Rond.
Le lot 7A, appartenant à Dominique Longpré, est cédé à son fils Martial en 1895, mais ce n'est qu'en 1899 que les autorités évoquent la possibilité de faire un chemin autour du lac Rond. Martial Longpré divise ses terrains en 50 lots et les met en vente.
Herbert A. Matley achète le lot 7A en 1913 dans le but d'y construire un hôtel, qui ouvre ses portes en 1915 alors que l'hôtel passe entre les mains de différents hommes d'affaires.
Sur le site de l'ancien hôtel Matley, un syndicat formé d'hommes d'affaires de Montréal fait construire un élégant immeuble à la forme irrégulière qui comprend une première section de 2 étages, avec ses murs de pierres des champs surmontés d'un toit mansard. Des lucarnes sont présentes à l'étage. Spacieux et moderne, le bâtiment construit d'après les plans de l'architecte Alfred Leslie Perry  est inauguré le 10 décembre 1938. Tout l'ameublement, les tentures, les tapis et les draperies sont l'œuvre d'artisans de la région. L'hôtel a 25 chambres et 2 dortoirs
M. Charles L. Weldon assume la gérance du nouvel hôtel de ski, Le Chantecler. En 1940, Arthur Brodie Thompson, président d'un groupe d'hommes d'affaires, fait l'acquisition d'un site de 400 acres. Dès l'année suivante, l'hôtel dédié aux skieurs offre de nouveaux tracés sur la montagne et les collines sont éclairées en soirée.
En 1947, une aile supplémentaire est ajoutée à l'hôtel Chantecler qui compte alors 58 chambres. La capacité de logement dans l'hôtel passe à 150 chambres sans compter les chalets du domaine résidentiel.
On construit un nouvel anneau de curling en 1953. L'ancien curling est remplacé 6 ans plus tard et relogé dans un grand bâtiment sur une colline à l'arrière de l'hôtel. L'espace peut être utilisé sans glace pour les congrès et les bals.
George W. Powell est nommé président de l'hôtel Chantecler de Ste-Adèle en 1958. La corporation prend le nom The Chantecler Hôtel Co. La première maison appartement du Chantecler, l'édifice Bellevue, est inaugurée en 1965.
L'hôtel passe aux mains de la Warnock Hersey International Limited et René Murray est nommé au poste de directeur général de l'hôtel Le Chantecler en 1974.
L'hôtel Chantecler cesse ses opérations le 8 avril 1984. Le groupe d'hommes d'affaires, dirigé par Jacques Giasson, s'en porte acquéreur. L'hôtel Chantecler est rénové et 100 nouvelles chambres de luxe sont ajoutées.
Le complexe hôtelier Chantecler se divise en 3 secteurs différents : au centre se trouve l'hôtel, avec son lobby, ses salons, sa salle à manger, ses boutiques et une trentaine de chambres. Vers la gauche, c'est la Seigneurie, avec une quinzaine de salles de réunions. On y retrouve un restaurant et d'autres chambres. Vers la droite, c'est le Chateauneuf avec 75 appartements, vendus en condominiums avec leurs petits balcons et terrasses.
La chaîne hôtelière des Gouverneurs sauve le Chantecler de la faillite en 1998. Des rénovations s'étirent durant la saison estivale de 2006 et l'hôtel est fermé. Une centaine d'employés sont mis à pied. La chaîne hôtelière Hôtels Gouverneur acquiert l'auberge et la station de ski.
En 2014, le centre de villégiature est l'hôte du triathlon Ultranza consistant en un kilomètre de natation, 21 kilomètres de vélo de montagne et 10 kilomètres de course à pied.
L'hôtel ferma ses portes en 2018.
En 2020, Hôtels Gouverneur fera l’annonce de la transition de l’hôtel vers une résidence pour personnes âgées, un projet qui sera finalement annulé.
Depuis 2020, la grande majeure partie de l’hôtel a été démolie ainsi que ses bâtiments. Les condos des particuliers achetés sont toujours habités et gérés par une coopérative. Un PPU a été lancé par la ville de Sainte-Adèle en 2025 afin de voir la vision des citoyens pour les secteurs abandonnés par les Hôtels Gouverneur.

## Centres d'intérêt à proximité
- Station de ski Chantecler
- Théâtre Sainte-Adèle
- Terrain de golf Le Chantecler
- Au Pays des merveilles